# Moungo
Departament Moungo – departament w Regionie Nadmorskim w Kamerunie ze stolicą w Nkongsamba. Na powierzchni 3 723 km² żyje około 452,7 tys. mieszkańców.